# Lista de prefeitos de Caiçara do Rio do Vento
Esta é a lista de prefeitos de Caiçara do Rio do Vento, município brasileiro do estado do Rio Grande do Norte.
| Nº | Prefeito                              | Imagem                  | Partido                     | Início de mandato      | Fim de mandato         | Vice-prefeito                   | Observações                     |
| -- | ------------------------------------- | ----------------------- | --------------------------- | ---------------------- | ---------------------- | ------------------------------- | ------------------------------- |
| 1  | Severino Lourenço de Carvalho         |                         |                             | 10 de março de 1963    | 31 de janeiro de 1964  | —                               | Prefeito nomeado                |
| 2  | Lourenço Alves Ferreira               |                         |                             | 31 de janeiro de 1964  | 31 de janeiro de 1969  | não encontrado                  | Prefeito e vice eleitos         |
| 3  | Manoel Sinfrônio Bezerra              |                         |                             | 31 de janeiro de 1969  | 31 de janeiro de 1973  | Severino Lourenço de Carvalho   | Prefeito e vice eleitos         |
| 4  | Júlio Vitorino de Andrade             |                         | ARENA                       | 31 de janeiro de 1973  | 31 de janeiro de 1977  | não encontrado                  | Prefeito e vice eleitos         |
| 5  | Emanoel Gelson de Andrade             |                         | ARENA                       | 31 de janeiro de 1977  | 31 de janeiro de 1983  | José de Oliveira Confessor      | Prefeito e vice eleitos         |
| 6  | Etevaldo Câmara Lisboa                |                         | PDS                         | 31 de janeiro de 1983  | 31 de dezembro de 1988 | não encontrado                  | Prefeito e vice eleitos         |
| 7  | Emanoel Gelson de Andrade             |                         | PDS                         | 1º de janeiro de 1989  | 31 de dezembro de 1992 | Francisco de Assis Fernandes    | Prefeito e vice eleitos         |
| 8  | Etevaldo Câmara Lisboa                |                         |                             | 1º de janeiro de 1993  | 31 de dezembro de 1996 | não encontrado                  | Prefeito e vice eleitos         |
| 9  | Emanoel Gelson de Andrade             |                         | PFL                         | 1º de janeiro de 1997  | 31 de dezembro de 2000 | não encontrado                  | Prefeito e vice eleitos         |
| 10 | Etevaldo Câmara Lisboa                |                         | PFL                         | 1º de janeiro de 2001  | 31 de dezembro de 2004 | não encontrado                  | Prefeito e vice eleitos         |
| 11 | Felipe Eloi Muller                    |                         | PMDB                        | 1º de janeiro de 2005  | 30 de setembro de 2009 | Francisco Laércio Confessor     | Prefeito e vice eleitos         |
| 11 | Felipe Eloi Muller                    | Francisco Edson Barbosa | PMDB                        | 1º de janeiro de 2005  | 30 de setembro de 2009 | Prefeito reeleito e vice eleito |                                 |
| 12 | Francisco Edson Barbosa               |                         | PMDB                        | 30 de setembro de 2009 | 31 de dezembro de 2012 | —                               | Vice-prefeito eleito no cargo   |
| 13 | Conceição Maria Fernandes Soares      |                         | PSDB                        | 1º de janeiro de 2013  | 30 de abril de 2013    | —                               | Prefeita interina               |
| 14 | Conceição de Maria Gomes Lisboa Rocha |                         | DEM                         | 30 de abril de 2013    | 31 de dezembro de 2016 | Francisco Laércio Confessor     | Prefeita e vice eleitos         |
| 15 | Felipe Muller                         |                         | PMDB                        | 1º de janeiro de 2017  | 31 de dezembro de 2020 | Arnaldo Aciole de Lima          | Prefeito e vice eleitos         |
| 16 | Conceição de Maria Gomes Lisboa Rocha |                         | Republicanos                | 1º de janeiro de 2021  | até a atualidade       | Arnaldo Aciole de Lima          | Prefeita eleita e vice reeleito |
| 16 | Conceição de Maria Gomes Lisboa Rocha | UNIÃO                   | Iraelma Dantas Gomes Soares | 1º de janeiro de 2021  | até a atualidade       | Prefeita reeleita e vice eleita |                                 |